# Y Fro Gymraeg
La Y Fro Gymraeg (literalmente «el área de la lengua galesa», pronunciada [ə vroːˈɡəmrɑːɨɡ]) es el nombre que se utiliza a menudo para referirse al área lingüística de Gales donde la mayoría o gran parte de la población habla el galés. Es el centro de la lengua galesa y es comparable en este sentido a la Gàidhealtachd de Escocia o la Gaeltacht de Irlanda. Sin embargo, pese a su paralelismo con la región de Irlanda, la Y Fro Gymraeg actualmente no cuenta con el reconocimiento oficial del gobierno.

## Áreas de la Y Fro Gymraeg

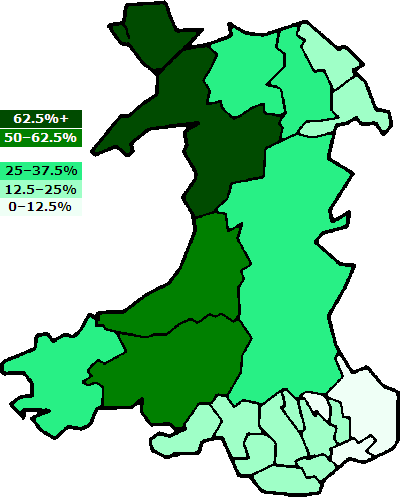
Zonas de habla galesa en Gales

A finales del siglo XIX, prácticamente toda la parte occidental de Gales, desde Anglesey hasta partes de Pembrokeshire y Carmarthenshire, formaba parte de la Bro (“zona”), y también se incluían partes significativas de la región oeste de Powys y del antiguo condado de Clwyd. No obstante, actualmente el territorio donde la lengua tiene una presencia mayoritaria se ha reducido a cuatro condados del país, a los que también se suman algunas comunidades de los condados colindantes.
Los cuatro condados principales con una mayoría de hablantes de galés son Gwynedd, Carmarthenshire (Sir Gaerfyrddin), Ceredigion y Anglesey (Ynys Môn), pese a que en estos territorios también haya pueblos en los que el galés no tiene un alcance significativo. Algunas zonas de los alrededores, incluidas habitualmente en la Bro, con un porcentaje significativo de hablantes de galés, incluyen partes de Neath Port Talbot, partes de la zona occidental de Powys, el norte de Pembrokeshire (Sir Benfro), las tierras altas de Conwy y los planos de Denbighshire (Sir Ddinbych), Flintshire (Sir y Fflint), así como partes del distrito de Swansea (Abertawe).

## Educación, servicios públicos y señalización
La educación en la Y Fro Gymraeg se basa en la inmersión lingüística en galés, que corresponde al 70% del horario escolar de media, y sirve para garantizar que todos los alumnos de la región reciban su educación en galés como lengua vehicular.
En el ámbito de la señalización en carreteras, esta lengua aparece en primer lugar, y en el nombre galés oficial de los topónimos. Esto también tiene lugar en aquellas zonas en las que el galés no predomina. Finalmente, las publicaciones oficiales en general son bilingües, donde a menudo aparece primero el texto en galés en los territorios de la Y Fro Gymraeg.